# Judas Maccabée
Pour les articles homonymes, voir Judas (homonymie) et Juda.

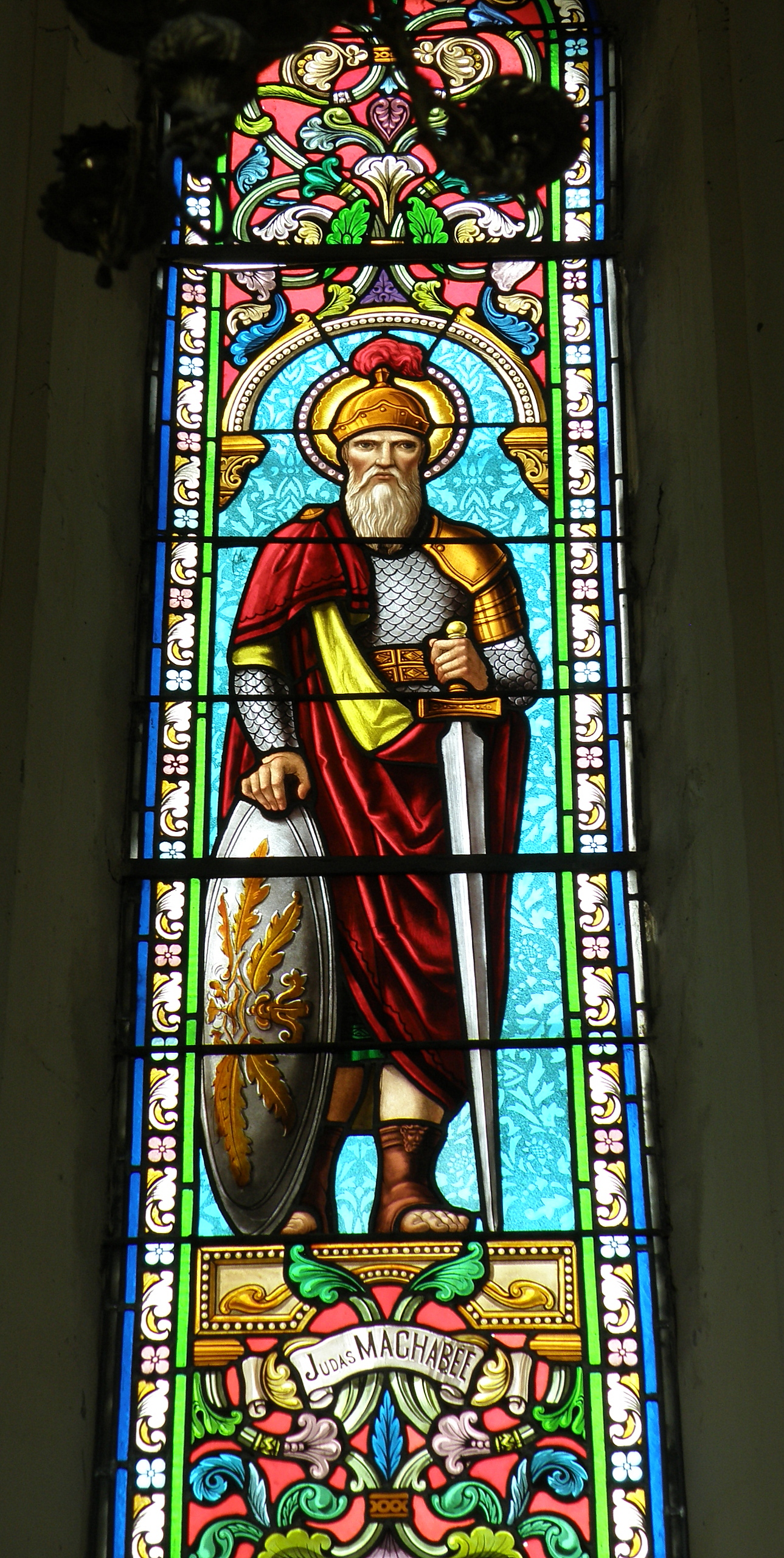
Vitrail représentant Judas Maccabée, dans la nef de la chapelle Notre-Dame-de-Consolation de Pierrelongue, dans la Drôme.

Judas Maccabée (en hébreu יהודה המכבי ou המקבי Yéhouda HaMakabi) est un dirigeant juif du IIe siècle av. J.-C. qui était à la tête des forces juives pendant la révolte des Maccabées contre la domination syrienne hellénistique des Séleucides. Il est le troisième fils du prêtre juif Mattathias auquel il succède en 166 av. J.-C. comme chef de la révolte. Il meurt en 160 av. J.-C.. Judas est considéré comme l’un des grands héros de l’histoire juive.

## Origine du nom Maccabée
Il existe plusieurs hypothèses quant à l'étymologie du surnom Maccabée porté par Judas.
Ce surnom a été transmis par l'intermédiaire du grec et différentes étymologies le rattachant à un terme hébraïque ont été proposées, selon qu'il est transcrit en hébreu מכבי (avec la lettre kaf) ou מקבי (avec la lettre qof).
Maqabi (avec un qof) peut se rattacher au mot maqabah ou maqabet signifiant « marteau », comme dans : 

« ni marteau, ni hache, ni autre instrument de fer ne fut entendu dans le temple durant sa construction »

— Premier livre des Rois 6:7
Selon une explication traditionnelle rapportée par le  Sefer Josippon, Makabi (avec un kaf) serait un acronyme formé des premières lettres du verset biblique « mi kamo’ha ba-elim YHVH » (Exode 15:11) qui veut dire « Qui est comme Toi entre les dieux, Seigneur ».

## Biographie
Avec quelques milliers de partisans, Judas bat les forces syriennes lors d'une série de batailles (à Emmaüs, Beth Horon et Beth Zur) entre 166-165 av. J.-C.
Les troupes syriennes se replient alors sur Antioche, ce qui laisse la voie libre vers le Temple de Jérusalem et permet de mettre fin à la persécution juive d’Antiochos IV Épiphane, lequel avait transformé le Temple de Jérusalem en temple de Zeus.
À la mort de son père (automne -164), Antiochos V Eupator confirme le droit des Juifs à vivre selon leur Loi.
L’inauguration du Temple purifié, le 14 décembre 164 av. J.-C. est toujours commémorée par la fête juive de Hanoucca (fête de la Dédicace).
Bien qu’ayant obtenu la liberté religieuse, Judas Maccabée souhaite obtenir l’indépendance, et la guerre contre le pouvoir syrien se poursuit donc.
Judas Maccabée choisit de s’allier aux Romains contre la Syrie. Il envoie une délégation à Rome pour y signer un accord entre eux et le peuple juif.
Judas fortifie le Temple et la forteresse de Bethsour à la frontière avec l’Idumée.
A l’appel d’Israélites persécutés, il entreprend des raids victorieux en Idumée, en Akrabattène, chez les Baïanites et les Ammonites. Son frère Simon Maccabée conduit une expédition jusque sous les murs d’Acre, tandis que Judas va en Galaaditide jusqu’à Bosra. Les Israélites de ces deux régions sont ramenés à Jérusalem pour assurer leur sécurité.
Pendant ce temps, l’armée syrienne de Gorgias met en déroute un corps expéditionnaire juif aux portes de Jamnia.
Judas part ensuite en guerre contre l’Idumée, s’empare d’Hébron, puis de Marissa. Il attaque aussi les villes philistines avec un raid sur Ashdod. 
Il affronte puis tue le général Nicanor à Adassa. Il lui fit couper la tête et la main droite, qui furent portées à Jérusalem. Le jour anniversaire de cette mort, dit « Jour de Nicanor », le 13 Adar, fut jour de fête chez les Juifs, jusqu'à la chute du Temple de Jérusalem.
Judas meurt en 160 av. J.-C. au cours de la bataille d'Élassa contre les troupes syriennes du roi Démétrios, menées par le général Bacchidès.
Ses frères Jonathan et Simon l’enterrent à Modiin dans les monts de Judée et fonderont la dynastie des Hasmonéens.

## Évocations artistiques

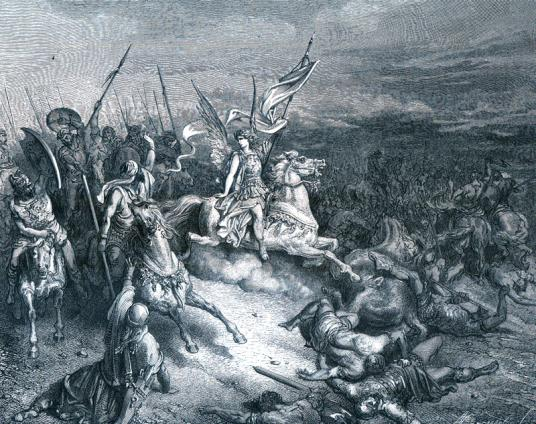
Un ange est envoyé pour délivrer les enfants d'Israël (2 Macc. 15:20-24) par G. Doré (1866).

- Un ange est envoyé pour délivrer les enfants d'Israël (2 Macc. 15:20-24) par G. Doré (1866).Pierre Paul Rubens peint en 1635 Le Triomphe de Judas Macchabée (musée d'Arts de Nantes, œuvre volée par la France durant la Révolution de 1789 à la cathédrale de Tournai, en Wallonie[2]).
- Georg Friedrich Haendel en a fait le personnage principal de l'un de ses oratorios Judas Maccabæus, joué pour la première fois en 1747. Ludwig van Beethoven a composé douze variations pour violoncelle et piano sur un thème de cet oratorio.
- Mel Gibson envisage de faire un film de ce personnage historique[3].